# Ezri Konsa
Ezri Konsa Ngoyo (Londen, 23 oktober 1997) is een Engels voetballer die doorgaans speelt als centrale verdediger. In juli 2019 verruilde hij Brentford voor Aston Villa. Konsa maakte in 2024 zijn debuut in het Engels voetbalelftal.

## Clubcarrière
Konsa speelde vanaf zijn twaalfde in de jeugd van Charlton Athletic. Bij die club maakte hij ook zijn professionele debuut. Op 13 augustus 2016 werd met 1–1 gelijkgespeeld tegen Northampton Town door doelpunten van Alex Revell en Johnnie Jackson. Konsa mocht van coach Russell Slade in de basis starten en hij speelde de volledige negentig minuten mee. In twee seizoenen in het eerste elftal van Charlton speelde de verdediger respectievelijk tweeëndertig en eenenveertig wedstrijden.
In de zomer van 2018 nam Brentford Konsa voor circa 2,85 miljoen euro over. Bij zijn nieuwe club zette de Engelsman zijn handtekening onder een verbintenis voor de duur van drie seizoenen, met een optie op een jaar extra. Bij Brentford zou hij één seizoen spelen, voor het naar de Premier League gepromoveerde Aston Villa hem medio 2019 voor ruim dertien miljoen euro overnam. In Birmingham werd de verdediger herenigd met Dean Smith, die ook zijn coach was bij Brentford. In april 2021 werd zijn contract opengebroken en verlengd tot medio 2026, met een optie op een jaar extra. In september 2023 werd het contract van Konsa nog verder verlengd, tot medio 2028.

## Clubstatistieken
| Seizoen | Club              | Competitie     | Competitie | Competitie | Beker | Beker | Internationaal | Internationaal | Totaal | Totaal |
| Seizoen | Club              | Competitie     | Wed.       | Dlp.       | Wed.  | Dlp.  | Wed.           | Dlp.           | Wed.   | Dlp.   |
| ------- | ----------------- | -------------- | ---------- | ---------- | ----- | ----- | -------------- | -------------- | ------ | ------ |
| 2016/17 | Charlton Athletic | League One     | 32         | 0          | 7     | 0     | —              | —              | 39     | 0      |
| 2017/18 | Charlton Athletic | League One     | 41         | 0          | 6     | 0     | —              | —              | 47     | 0      |
| 2018/19 | Brentford         | Championship   | 42         | 1          | 5     | 0     | —              | —              | 47     | 1      |
| 2019/20 | Aston Villa       | Premier League | 25         | 1          | 6     | 1     | —              | —              | 31     | 2      |
| 2020/21 | Aston Villa       | Premier League | 36         | 2          | 1     | 0     | —              | —              | 37     | 2      |
| 2021/22 | Aston Villa       | Premier League | 29         | 2          | 2     | 0     | —              | —              | 31     | 2      |
| 2022/23 | Aston Villa       | Premier League | 38         | 0          | 1     | 0     | —              | —              | 39     | 0      |
| 2023/24 | Aston Villa       | Premier League | 35         | 1          | 3     | 0     | 12             | 0              | 50     | 1      |
| Totaal  | Totaal            | Totaal         | 278        | 7          | 31    | 1     | 12             | 0              | 321    | 8      |

Bijgewerkt op 18 juli 2024.

## Interlandcarrière
Konsa maakte deel uit van Engeland –20 en Engeland –21. Hij won met Engeland –20 het WK –20 van 2017. Hij kwam tijdens dit toernooi zelf één minuut in actie, in de halve finale tegen Italië –20. Hij nam met Engeland –21 deel aan het EK –21 van 2019.
Hij maakte zijn debuut in het Engels voetbalelftal op 23 maart 2024, toen een vriendschappelijke wedstrijd gespeeld werd tegen Brazilië. Door een doelpunt van Endrick ging het duel met 0–1 verloren. Van bondscoach Gareth Southgate moest Konsa op de reservebank aan de wedstrijd beginnen. Hij mocht na twintig minuten spelen invallen voor Kyle Walker. De andere Engelse debutanten dit duel waren Kobbie Mainoo (Manchester United) en Anthony Gordon (Newcastle United).
In mei 2024 werd Konsa door Southgate opgenomen in de voorselectie voor het EK 2024 in Duitsland. Op 6 juni 2024 werd hij vervolgens opgenomen in de definitieve selectie. Engeland werd eerste in de groepsfase na een overwinning op Servië (0–1) en gelijke spelen tegen Denemarken (1–1) en Slovenië (0–0) en schakelde daarna achtereenvolgens Slowakije (2–1, na verlenging), Zwitserland (1–1, 5–3 na strafschoppen) en Nederland (1–2) uit om de finale te bereiken. Deze werd met 2–1 verloren van Spanje. Konsa kwam op het toernooi drie keer in actie. Zijn toenmalige clubgenoten John McGinn (Schotland), Ollie Watkins (eveneens Engeland) en Youri Tielemans (België) waren ook actief op het EK.
| Interlands van Ezri Konsa voor Engeland | Interlands van Ezri Konsa voor Engeland | Interlands van Ezri Konsa voor Engeland | Interlands van Ezri Konsa voor Engeland | Interlands van Ezri Konsa voor Engeland | Interlands van Ezri Konsa voor Engeland |
| №                                       | Datum                                   | Wedstrijd                               | Uitslag                                 | Competitie                              | Goals                                   |
| Als speler bij Aston Villa              | Als speler bij Aston Villa              | Als speler bij Aston Villa              | Als speler bij Aston Villa              | Als speler bij Aston Villa              | Als speler bij Aston Villa              |
| --------------------------------------- | --------------------------------------- | --------------------------------------- | --------------------------------------- | --------------------------------------- | --------------------------------------- |
| 1                                       | 23 maart 2024                           | Engeland – Brazilië                     | 0 – 1                                   | Vriendschappelijk                       |                                         |
| 2                                       | 26 maart 2024                           | Engeland – België                       | 2 – 2                                   | Vriendschappelijk                       |                                         |
| 3                                       | 3 juni 2024                             | Engeland – Bosnië en Herzegovina        | 3 – 0                                   | Vriendschappelijk                       |                                         |
| 4                                       | 7 juni 2024                             | Engeland – IJsland                      | 0 – 1                                   | Vriendschappelijk                       |                                         |
| 5                                       | 30 juni 2024                            | Engeland – Slowakije                    | 2 – 1 n.v.                              | EK 2024                                 |                                         |
| 6                                       | 6 juli 2024                             | Engeland – Zwitserland                  | 1 – 1 (5 – 3 n.s.)                      | EK 2024                                 |                                         |
| 7                                       | 10 juli 2024                            | Nederland – Engeland                    | 1 – 2                                   | EK 2024                                 |                                         |

Bijgewerkt op 18 juli 2024.

## Erelijst
| Wereldkampioenschap –20 | 1 | 2017 |